# Ntfombi Tfwala
Ntfombi Tfwala, conosciuta anche con l'appellativo Ntfombi dello Swaziland (Swaziland, 27 dicembre 1949), vedova di Sobhuza II, è stata regina reggente, dal 1983 al 1986, in nome del figlio, attuale re di eSwatini Mswati III. Dal 25 aprile 1986 è la Ndlovukati.

## Biografia

### Matrimonio
Conosciuta come Inkhosikati (Grande Elefantessa, cioè regina madre), è stata una delle settanta mogli di Sobhuza II dello Swaziland, sovrano del piccolo Stato, indipendente nel 1968 dal Regno Unito, incuneato nel Sudafrica. Il 19 aprile di quell'anno, diciottenne, ebbe il suo unico figlio, Makhosetive, futuro re.

### Reggenza
Il 21 agosto 1982 morì il vecchio monarca che aveva designato il ragazzo quattordicenne come successore con la reggenza di Dzeliwe (21 settembre 1982 – 9 agosto 1983), un'altra delle sue consorti, assistita dal Supremo Consiglio di Stato e da Sozisa Dlamini. Serie di controversie con il primo ministro, alcuni esponenti del Congresso, insieme a dei principi del paese, in particolare Sozisa Dlamini e Mfanasibili, provocarono le sue dimissioni. Il 19 agosto 1983 prese il suo posto Ntfombi, madre di Mswati III.
{{senza fonteLa regina reggente dimostrò subito un temperamento volitivo e carismatico, conquistando grande popolarità all'interno del Paese (tanto da esserne considerata il leader spirituale). Si occupò nei tre anni di reggenza dei problemi del popolo e della modernizzazione dello Stato concentrando il potere nella sua persona.}}
Nel 1985 il famoso artista della pop art, Andy Warhol la inserì nelle serigrafie che realizzò in onore delle donne regnanti viventi, unitamente a Elisabetta II del Regno Unito, Margherita II di Danimarca e Beatrice dei Paesi Bassi. Ntfombi risiede, con una propria corte, nel palazzo reale di Ludzidzini, a Lobamba. Ogni anno, nel mese di settembre, decine di migliaia di ragazze illibate, presente il giovane re, danzano e offrono canne in ossequio alla regina madre.

### Regina madre
Il 25 aprile 1986 Mswati III è stato incoronato ufficialmente e la reggente assunse la carica di regina madre. Dal 1745 si sono avvicendate nello Swaziland tredici tiNdlovukati: la prima fu LaYaka Ndwandwe. Labotsibeni Mdluli, nonna di Sobhuza II, esercitò la reggenza per 21 anni (1899-1921) influenzando considerevolmente gli affari pubblici.
La dignità di regina madre ha, pertanto, una grande importanza nello Swaziland, diversamente dalle altre monarchie: condivide il potere con il monarca. Mswati III e Ntfombi regnano insieme: anche le nomine, come quella del primo ministro o dei funzionari di governo, vengono decise congiuntamente. Dal 2005 la nuova costituzione prevede l'assolutismo del re e della regina madre: il parlamento è diventato un organo puramente consultivo e non esistono più partiti politici.